# Au Pair (tv-film)
Au Pair is een televisiefilm uit 1999. Hoofdrollen worden gespeeld door Gregory Harrison en Heidi Noelle Lenhart. Dit is de eerste film in de Au Pair-trilogie.

## Verhaal
Jennifer Morgan heeft pas haar diploma bedrijfseconomie op zak en hoopt daarmee aan de slag te kunnen bij Caldwell Corporation International, het bedrijf van Oliver Caldwell. Na een succesvolle sollicitatie blijkt ze tot haar grote verbazing aangeworven te zijn als au pair voor Katie en Alex, de twee onhandelbare kinderen van Oliver.

## Rolverdeling
| Acteur               | Personage                 |
| -------------------- | ------------------------- |
| Gregory Harrison     | Oliver Caldwell           |
| Heidi Noelle Lenhart | Jennifer 'Jenny' Morgan   |
| Jane Sibbett         | Vivian Berger             |
| Katie Volding        | Katie Caldwell            |
| Jake Dinwiddie       | Alex Caldwell             |
| John Rhys-Davies     | Nigel Kent                |
| Richard Riehle       | Sam Morgan                |
| Michael Woolson      | Charlie Cruikshank        |
| Larry Robbins        | Ernie                     |
| Pat Elliott          | wernemer van Sutton Parks |
| Dávid Ungvári        | receptionist              |
| Kristin Hansen       | Matronly Woman            |
| Éva Gyetvai          | secretaris                |
| Peter Linka          | chauffeur van Los Angeles |
| Caitlin Griffiths    | Dame op vliegtuig         |